# Blechnum laevigatum
Blechnum laevigatum là một loài thực vật có mạch trong họ Blechnaceae. Loài này được Cav. mô tả khoa học đầu tiên năm 1802.